# Phyllonorycter trojana
Phyllonorycter trojana is een vlinder uit de familie mineermotten (Gracillariidae). De wetenschappelijke naam is voor het eerst geldig gepubliceerd in 1982 door Deschka.
De soort komt voor in Europa.